# Symphonia Colonialis
Symphonia Colonialis ist ein deutsch-brasilianischer Musik-Filmessay des deutschen Filmemachers Georg Brintrup aus dem Jahr 1991. Der Film lotet die Grenzen zwischen einem Dokumentarfilm und einer fiktiven Filmbiografie aus.

## Handlung
Ein junger Musikwissenschaftler besucht das brasilianische Orquestra Ribeiro Bastos in dem Städtchen São João del Rei im brasilianischen Bundesstaat Minas Gerais. Das älteste noch bestehende Laienorchester Brasiliens, dessen Mitglieder zum größten Teil Nachkommen von Sklaven sind, ist mitten in den Vorbereitungen für die Karwoche. Der Leiter, José Maria Neves, führt den Musikologen ins Archiv, wo er auf bisher unerforschte Briefe und Aufzeichnungen aus dem 18. Jahrhundert stößt, einer Zeit, als Brasilien als Kolonie noch unter der Macht der portugiesischen Krone stand.
Darin beschreiben Mitglieder einer italienischen Opernkompanie die Begegnung und Zusammenarbeit mit dem Komponisten Antônio Francisco da Cunha, ein Mulatte aus São João del Rei. Wegen seines musikalischen Talents und der Fähigkeit zu komponieren, hatte dieser schon als Knabe, nach den speziell in Minas Gerais geltenden Gesetzen, die Freiheit aus seiner Sklaverei erlangen können. In einer Mulatten-Bruderschaft perfektionierte er sein Talent und wurde als junger Mann zu einem viel beschäftigten Komponisten brasilianischer Barockmusik.
Aus den Briefen geht auch hervor, dass er mit einem Dichter namens Claudio Manuel Rezende, einem Mitstreiter der Unabhängigkeitsbewegung „Inconfidencia Mineira“ befreundet war, ihm Schutz gewährte und deshalb ebenfalls angeklagt wurde, Mitglied dieser Bewegung zu sein, die das Ziel hatte, die Sklaverei abzuschaffen und Brasilien von der Ausbeutung durch das Mutterland Portugal zu befreien. Der Dichter wurde gefangen genommen und gehängt. Antônio Francisco da Cunha konnte einer Bestrafung entgehen. Der Gedanke aber, trotz seiner Befreiung aus der Sklaverei noch immer Sklave zu sein, ließ ihn nicht los. Er zog sich zurück und komponierte ein berühmtes Te Deum. Die Musik war für ihn der einzig wirkliche Weg zu seiner Befreiung geworden.

## Hintergrund
Dieser musikalische Filmessay gibt einen Einblick in die Hintergründe der klassischen brasilianischen Musik, die erst in den 1940er Jahren durch den deutsch-uruguayischen Musikforscher Francisco Curt Lange (1903–1997) für die Musikwissenschaften wiederentdeckt wurde.
Im Film laufen zwei Handlungsstränge auf verschiedenen Zeitebenen parallel:
1. die musikalische Tätigkeit des historischen Orquestra Ribeiro Bastos[2] vor und während der Karwoche 1991 in São João del Rei;
2. die Darstellung des fiktiven Lebensbildes eines Mulatten namens Antônio Francisco da Cunha – von der Sklaverei zum Aufstieg als bekannter Komponist klassischer Kirchenmusik während der Wende vom 18. zum 19. Jahrhundert.[3]

Das fiktive Lebensbild Antônio Francisco da Cunhas entsteht unter Verwendung verschiedener Episoden aus den Biografien folgender brasilianischer Komponisten des Minas Gerais: João de Deus de Castro Lobo (1794–1832), José Joaquim Emerico Lobo de Mesquita (1746–1805), Ignácio Parreiras Neves (1730?–1794), Francisco Gomes da Rocha (1754?–1808), Marcos Coelho Neto (1763–1823), José Maurício Nunes Garcia (1767–1830) und Antônio dos Santos Cunha (1800–1822).
Die historischen Szenen des Films wurden zum größten Teil in dem Ort Tiradentes, unweit von São João del Rei gedreht.

## Verbreitung
Symphonia Colonialis hatte im Oktober 1991 beim XV. São Paulo International Film Festival in Brasilien Premiere. Die Erstausstrahlung in Deutschland war am 1. Oktober 1991 im SWF. Der HR zeigte den Film am 30. August 1992. Zuletzt wurde er im Hessischen Rundfunk im März 1995 ausgestrahlt. Beim „Festival del XVIII secolo“ in Lecce (Italien) wurde er am 25. Mai 2010 gezeigt.